# Бани Яс
«Бани Яс» (араб. نادي بني ياس الرياضي الثقاف‎) — эмиратский футбольный клуб из города Абу-Даби. Основан в 1982 году. Домашние матчи проводит на стадионе «Банияс», вмещающем 10 000 зрителей. В настоящий момент выступает в Про-лиге. Единственным достижением клуба считается выигрыш Кубка ОАЭ в сезоне 1991/92.

## Достижения
- Обладатель Кубка ОАЭ (1): 1991/92
- Победитель Кубка чемпионов Персидского залива (1): 2012/13

## Тренеры
- Махмуд Гендуз (1993—1997)
- Бернд Краусс (2005)
- Жорван Виейра (2011)
- Габриэль Кальдерон (2011—2012)
- Йозеф Хованец (2012—2013)
- Хорхе да Сильва (2013—2014)
- Аднан Хамад (2014)
- Луис Гарсия Плаза (2014—2016)
- Абдулла Месфер (2016)
- Пабло Репетто (2016)
- Жозе Мануэл Гомеш (2016—2017)
- Абдулвахаб Абдулкадир (2017)
- Крунослав Юрчич (2018—2019)
- Винфрид Шефер (2019—2020)
- Даниэль Исэйлэ (2020—?)
- Дарко Миланич (с 2023 года)